# Casuar-anão

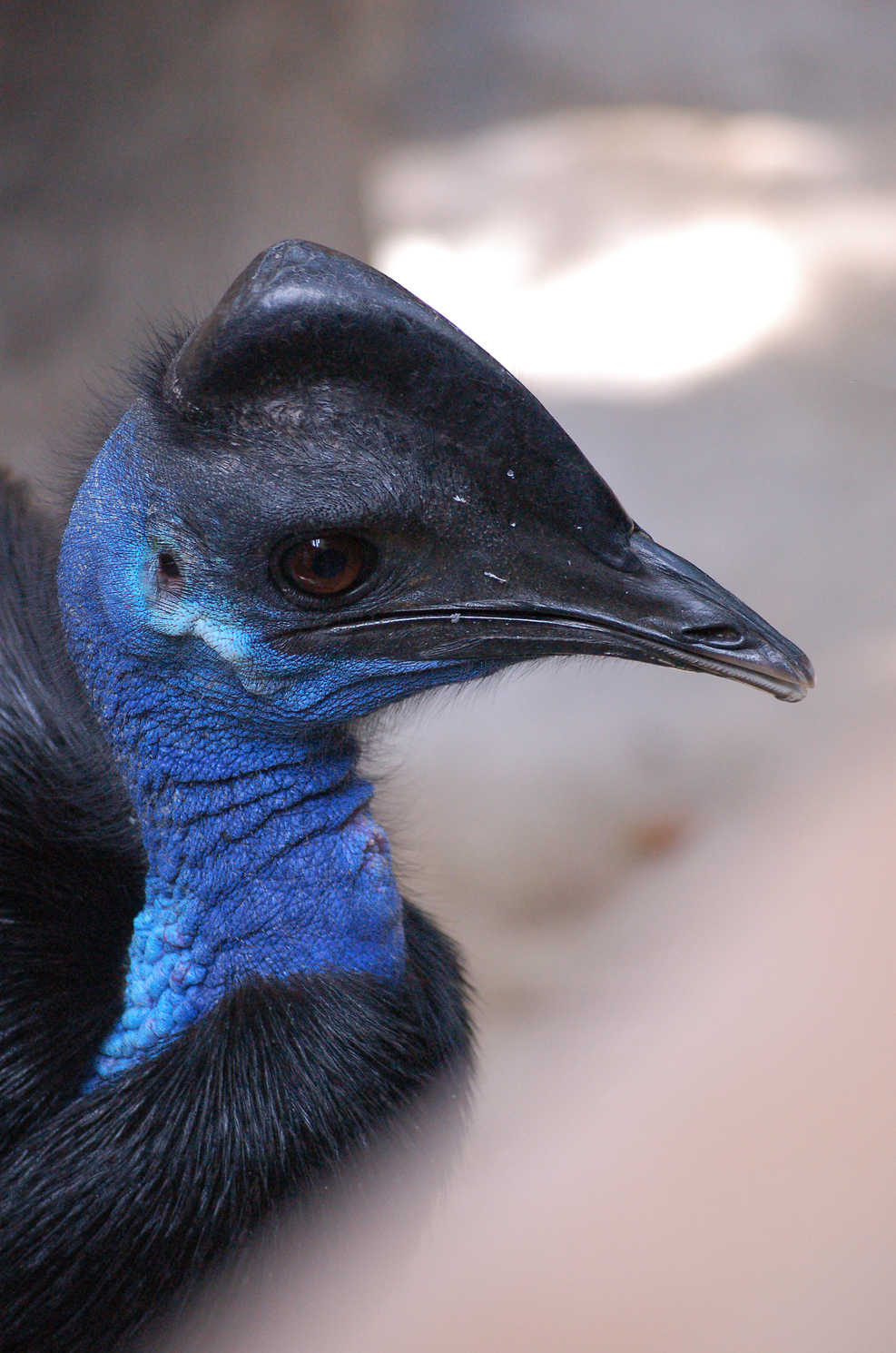
Casuar-anão(Casuarius bennetti) em um zoológico.

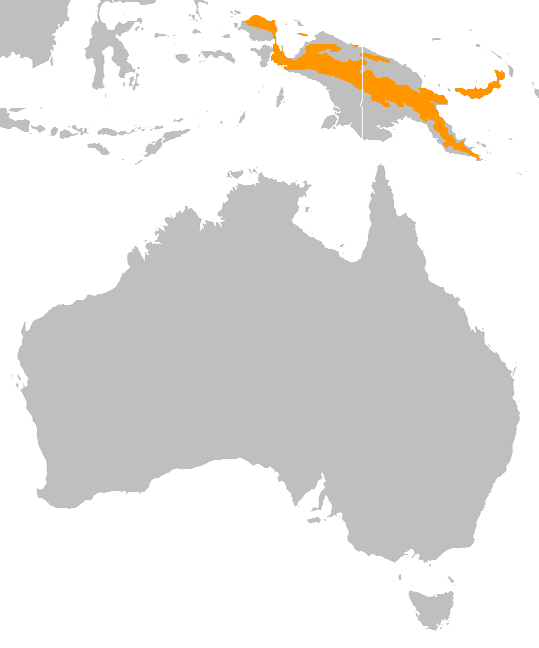
Distribuição do casuar-anão.

O casuar-anão (Casuarius bennetti), também chamado de casuar-pequeno, casuar-de-bennet ou mooruk, é a menor das espécies de casuar e a menor ave da família Casuariidae.

## Características
O casuar-anão é uma ave grande, porém pequena se comparada com as outras duas espécies de casuar. Tem um comprimento de 99 a 150 cm, pesando de 17,6 a 27 kg. É uma ave que não voa, com plumagem preta dura e rígida, um casco triangular baixo, pele azul no pescoço. Comparado com outros casuares, o casuar-anão é mais curto, com um comprimento de 24,5 cm, com um bico ligeiramente menor de 11 a 12,2 cm. Os pés são grandes e poderosos, equipados com garras semelhantes a punhais no dedo interno. Ambos os sexos são muito semelhantes. No entanto, as fêmeas têm cascos mais longos, a cor da pele mais brilhante e são maiores em tamanho.

## Ecologia
A espécie se alimenta principalmente de frutas caídas e pequenos animais e insetos. Pássaro solitário, emparelha-se apenas durante a estação reprodutiva. Possivelmente realiza migrações sazonais em parte de seu alcance.